# Сонг-Кёль-Тоо
Сонг-Кёль-Тоо (Сонкёльтау, кирг. Соңкөл тоо) — горный хребет в Тянь-Шане, в юго-восточной части Кыргызстана. Дугообразно обрамляет с севера котловину озера Сонкёль.
Протяжённость хребта составляет около 60 км, максимальная высота достигает 3856 м. Сложен главным образом известняками. На северном склоне и в привершинной части гребня расположены альпийские луга, на южном — субальпийские лугостепи и степи.